# Finch (groupe)
Pour les articles homonymes, voir Finch.
Finch est un groupe américain de post-hardcore, originaire de Temecula, en Californie. Formé en 1999, et avec deux albums à son actif (What It Is to Burn et Say Hello to Sunshine), le quintette se sépare en février 2006 avant de se reformer en octobre 2007, célébrant son retour par un concert le 23 novembre au Glasshouse, à Pomona, en Californie. Après une tournée aux États-Unis et quelques festivals tels que Give It A Name ou Bamboozle, le groupe sort un EP homonyme à l'été 2008, avant de repartir en tournée et de préparer l'enregistrement d'un nouvel album qui ne voit pas le jour, Finch se séparant une nouvelle fois en décembre 2010.
En octobre 2012, le groupe annonce une date au Glasshouse de Pomona, puis plusieurs dans le monde, pour une tournée célébrant le dixième anniversaire de What It Is to Burn voyant la formation de Finch presque à l'origine, puisque seul Derek Doherty laisse sa place à Daniel Wonacott à la basse. Le quintette choisit à la fin de cette série de concerts de relancer pleinement Finch avec la sortie du tant attendu troisième album Back to Oblivion en 2014 après presque dix ans de silence discographique.
En hiatus depuis 2016, ils annoncent leur retour fin 2022 pour une série de concerts en 2023 afin de célébrer les 20 ans de leur premier album What Is To Burn.

## Historique

### Débuts (1999–2001)
L'histoire de Finch débute à la fin des années 1990 où, connu sous le nom de Numb, le groupe joue des reprises des Deftones. Le guitariste Randy Strohmeyer (R2K) intègre la formation tandis que le groupe s'apprête à signer un contrat avec Drive-Thru Records, et change son nom en Finch. Falling Into Place, premier EP du quintette, paraît en 2001, et se vend à 6 000 exemplaires en seulement quelques mois.

### What It Is to Burn(2002–2004)
En août 2001, le groupe entre dans les Big Fish Studios situé à Encinitas, en Californie, afin d'enregistrer l'album What It Is to Burn produit par Mark Trombino (Blink 182, Jimmy Eat World). What It Is to Burn sort le 12 mars 2002, alors que la chanson du même nom paraît plus tard comme single et devient le plus gros succès en date du groupe. L'album est aussi considéré comme l'un des précurseurs du genre emo et post-hardcore. Finch contribue également à la bande originale du film Underworld, publié en 2003, grâce au titre Worms of the Earth. Le single est aussi inclus dans la compilation Atticus:... Dragging the Lake, Vol. 2 (produit par la marque de vêtements Atticus) sous le titre de Worms of the Universe. Pendant cette période, le groupe s'apprête à commencer l'écriture de son prochain album. Derek Doherty et Randy Strohmeyer ont un projet parallèle de rock progressif dans le groupe The Sound of Animals Fighting avec lequel ils enregistrent pendant leurs sessions de Say Hello to Sunshine.
Le 31 juillet 2004, des membres de Finch sont impliqués dans un conflit qui les oppose à d'autres membres du groupe Disturbed à l'occasion du Rolling Rock Town Fair. La dispute semble avoir éclaté à la suite de certains propos tenus par les membres de Finch concernant le chanteur de Disturbed, David Draiman et son groupe, comme expliqué dans l'article suivant, provenant de Blabbermouth.net : « Disturbed et Finch ont eu une sévère querelle au Rolling Rock Town Fair de Latrobe, tôt dans la journée. La bagarre, qui a éclaté pendant que Finch se préparait à monter sur scène, aurait été le résultat d'une récente dispute entre les deux groupes, selon une interview de Finch accordé au magazine MeanStreet à la fin de 2002. Dans cette interview, le guitariste Randy Strohmeyer parle du chanteur de Disturbed David Drainman : « Je lui exploserais la tête. Je lui arracherais ses ridicules petits piercings. Ils sont juste ringards. Ça me fout hors de moi car leur musique est épouvantable, et ce qu'ils font... c'est juste de la merde! Avec un peu de chance, toute cette musique mourra bientôt, et avec un peu de chance elle laissera place à de la bonne musique[réf. souhaitée]. »
Une annonce sur le site de Finch retrace les incidents d'aujourd'hui : « Pour tous ceux qui ont soit été témoin, soit entendu parler des incidents d'aujourd'hui au Rolling Rock Town Fair. Pendant que nous étions en train de nous préparer, un des membres de Disturbed, le guitariste Dan Donegan, nous harcelait du bord de la scène. Avant que nous jouions, Randy (notre guitariste) alla voir Dan pour lui expliquer que les propos qu'il avait tenu quelques années auparavant étaient une blague, et pour lui serrer amicalement la main. Dan entrepris d'attaquer Randy et le chanteur de Disturbed, David Drainman, attaqua Mike Herrara (notre technicien de batterie), provoquant une bagarre générale. Nous tenons à ce que tout le monde sache que Finch n'a pas débuté ce conflit. Cependant, nous ne prenons pas avec sympathie le fait d'être attaqué ou de voir nos vies menacées. Nous voudrions que ce petit conflit soit résolu aussi tôt que possible mais nous ne céderons pas à l'intimidation de groupes nous menaçant nous ou nos fans[réf. nécessaire]. »

### Say Hello to Sunshine(2005–2006)
Pendant l'enregistrement de son second album, Say Hello to Sunshine, Finch perd grande partie sa popularité auprès du public, faisant également face à différents changements, notamment concernant son major : d'abord sous le label Drive-Thru Records, puis MCA Records qui est finalement racheté par Geffen Records avant la sortie de l'album. Un de ses membres fondateurs, le batteur Alex Pappas, quitte le groupe en raison de la direction musicale qu'il emprunte, il est remplacé par Marc Allen. Pappas fondera plus tard Redgun Radar.
Le groupe prend son temps pour enregistrer l'album et abandonne souvent certaines chansons dans le but d'en enregistrer de nouvelles. Finch sort finalement Say Hello to Sunshine le 7 juin 2005. Le premier single de l'album est Bitemarks and Bloodstains (également la première chanson écrite par le groupe pour l'album). Dans une  interview, Nate Barcalow déclare que « Bitemarks a été la transition entre l'ancien et le nouveau son de Finch. » L'album, pourtant plus abouti artistiquement et musicalement parlant, n'a toutefois pas réussi à satisfaire tous les anciens fans qui, sans doute déçus par la direction musicale que prenait le groupe, ont très souvent décroché.

### Première séparation (2006–2007)
En conséquence, le 19 février 2006, il est révélé que Finch est officiellement en « pause indéfinie ». Les différents membres du groupe étant actuellement concernés par d'autres projets. La séparation est confirmée peu après par l'intermédiaire d'une annonce officielle du groupe sur son site, finchmusic.com. L'annonce dit : « Après mûre réflexion, nous cinq avons décidé de faire un break indéfini. Parmi les différentes raisons qui ont entraîné notre décision, il semble que nos priorités individuelles aient tout simplement pris des chemins différents. Nous ne savons pas comment vous dire combien nous vous sommes reconnaissants pour ces cinq dernières années. Nous avons eu l'opportunité de vivre de la musique que nous aimions. Nous nous sentirons à jamais chanceux pour cela. Encore une fois, merci infiniment à tous pour l'amour et le soutien que vous nous avez apporté. Aussi, un grand merci spécialement à tous ceux qui ont travaillé à nos côtés pendant toutes ces années et qui ont permis que les choses se fassent. Une liste de noms serait tout simplement trop longue. Vous vous reconnaîtrez. »
Nate Barcalow officie au sein du groupe Cosmonaut en tant que chanteur et guitariste partiel. Le groupe est également composé de certains membres de Beta Factor et de Shoot Out the Lights. Randy Strohmeyer travaille sur un projet nommé Gazillionaire avec le premier manager de tournée de Finch, Nick Mendoza, et gère également quelques groupes à travers la Sargent House MGMT, tels que Days Away, These Arms are Snakes, Maps and Atlases, Nurses et les Rx Bandits. Strohmeyer apporte aussi une touche créative au site RefusedTV. Marc Allen est au sein du groupe Helen Earth Band en compagnie de son frère Adam, et vient tout juste de sortir le DVD Counterfit qui contient des lives rares et aussi des séquences inédites d'enregistrement du groupe pendant sa période la plus active. Alex Linares poursuit ses études. Derek Doherty se lance dans l'immobilier. Alex Pappas était le batteur du groupe RedGun Radar avant leur séparation en 2007. Il n'a pas arrêté son activité pour autant et officie actuellement dans le groupe The Loving Lost.

### Retour et nouvel EP (2008)
Le 27 août 2007, ils annoncent qu'ils étaient intéressés par la réalisation d'un DVD de Finch avec des enregistrements live et des clips. Ils demandent aux fans de leur envoyer tout enregistrement live qu'ils pourraient avoir. Le 25 octobre 2007, l'ex-guitariste Randy Strohmeyer poste un article sur le Myspace de Finch : « FINCH EST DE RETOUR! CE N'EST PAS UNE BLAGUE!! J'étais trop excité pour ne pas vous annoncer la nouvelle. Nous jouons le jour d'après Thanksgiving, le 23 novembre. Restez connectés pour davantage d'informations ! Je vous aime tous autant que vous êtes. Je suis si content!! Merci d'avoir pris la peine de lire, et s'il vous plaît, s'il vous plaît, venez au concert ! - R2K » Le 23 novembre 2007, Finch célèbre son retour par un concert au Glasshouse, à Pomona, en Californie, avant d'entamer une longue tournée aux États-Unis.
Certaines déclarations émises par les membres toujours en lice de Finch révèlent que Marc Allen quitte la formation et qu'ils continueront leur route sans lui. Aucune déclaration toutefois concernant le départ du bassiste Derek Doherty, bien que lancé dans l'immobilier après la séparation de Finch. Alex « Grizz » Linares tient à rassurer les fans : « Nous subsisteront définitivement en tant que Finch, bien plus qu'une simple nuit, je vous le promets ! » Le groupe semble d'abord enregistrer une version finalement jamais publiée de son nouveau titre, Chinese Organ Thieves, qui apparaîtra sous une autre forme sur le futur EP,. La chanson avait déjà été jouée plusieurs fois en live.
Finch est à l'affiche du Bamboozle 2008, organisé les 3 et 4 mai, et du Give It A Name 2008, organisé les 10 et 11 mai à Londres et Sheffield. À l'occasion du Bamboozle 2008, Finch annonce un EP prévu pour l'été, et joue notamment un tout nouveau titre extrait de l'EP : le futur Daylight. Le nouvel EP auto-intitulé, Finch, est publie sur Internet le 22 juillet 2008, avant d'être vendu physiquement par le groupe début août. Visiblement dépourvu de label et désireux de se prendre en main, Finch semble reparti de plus belle avec une nouvelle tournée, cette fois-ci sur la côte ouest américaine, dès la fin août. Produit une nouvelle fois par Jason Cupp (producteur de Say Hello To Sunshine), Finch marque définitivement le retour du groupe sur le devant de la scène,. Celui-ci laissera entendre que cet EP n'était en réalité qu'une avant-première de son futur album qu'il commence d'ores et déjà à écrire et à enregistrer, si l'on en croit les vidéos postées sur sa page Modlife. Certains titres de l'EP risquent de se voir réenregistrés pour l'occasion.

### World of Violenceet deuxième séparation (2009–2010)
World of Violence devait être le troisième album du groupe, pour une sortie prévue courant 2010. Cependant, fin 2009, un album présenté sous forme de démo est publié avec une qualité d'enregistrement qui montre un son proche du dernier EP, Self titled de 2008. Cet album est uniquement disponible en téléchargement gratuit, sur divers sites. Ce qui est étonnant, c'est cette possibilité d'accéder à l'album (une rapide saisie sur Google permet de trouver des liens) sans même que le groupe n'en parle sur son site officiel, ou son Myspace.
Le 17 novembre 2010, Finch annonce par le biais d'un bulletin Myspace sa séparation définitive prétextant un problème d'harmonie entre les membres du groupe. L'écriture et l'enregistrement du troisième album se sont révélés plus durs que prévu et ont engendré des tensions entre les membres qui ont préféré mettre fin à l'aventure au lieu de délivrer un album dont ils ne seraient pas complètement fier.

### Back to Oblivionet troisième séparation (2012–2016)
Le 19 octobre 2012, Finch annonce sur Twitter et sur Facebook que le groupe se réunit pour le dixième anniversaire de What It Is to Burn lors d'un concert au Glasshouse de Pomona, en Californie, le 1er février 2013. Puis ils ajoutent l'O2 Arena de Londres le 22 mars, ainsi que d'autres dates aux États-Unis par la suite. En janvier 2014, le groupe sort un album live enregistré à l'occasion de cette tournée, What It Is to Burn X Live.
Après avoir laissé planer le doute sur son avenir, le groupe annonce en mars 2014 qu'il travaille sur un nouvel album. Celui-ci, intitulé Back to Oblivion et produit par Brian Virtue (Thirty Seconds to Mars, Jane's Addiction, Chevelle), est publié le 30 septembre 2014 chez Razor and Tie. Afin d'en faire la promotion, Finch met en ligne les titres Two Guns to the Temple en août et Anywhere But Here en septembre 2014.
Débutant la production d'un quatrième album dès mi-2015, le groupe officialise néanmoins sa troisième séparation en octobre 2016.

### Retour sur scène (2023-...)
Le 11 octobre 2022, le groupe partage sur sa page Facebook l'affiche du festival When We Were Young 2023, où le nom de Finch figure parmi ceux de nombreux autres groupes comme Blink-182 ou encore Sum41. Le festival aura lieu à Las Vegas le 21 octobre 2023.
En janvier 2023, ils annoncent la tournée anniversaire des 20 ans de l'album What It Is to Burn, qui commence à Chicago le 5 mai 2023.

## Membres

### Membres actuels
- Nate Barcalow - chant (1999–2006, 2007–2010, 2012–2016, 2022-...)
- Randy « R2K » Strohmeyer - guitare, chœurs (1999–2006, 2007–2010, 2012–2016, 2022-...)
- Alex Linares - guitare (1999–2006, 2007–2010, 2012–2016, 2022-...)
- Alex Pappas - batterie (1999–2004, 2012–2016, 2022-...)
- Kenny Finn - basse (2022-...)

### Anciens membres
- Derek Doherty - basse, chœurs (1999–2006)
- Marc Allen - batterie, chœurs (2004-2006)
- Drew Marcogliese - batterie (2007-2010)
- Daniel Wonacott - basse, chœurs (2007–2010, 2012–2016)

## Discographie

### Albums studio
- 2002 : What It Is to Burn
- 2005 : Say Hello to Sunshine
- 2014 : Back to Oblivion

### Albums live
- 2009 : A Far Cry From Home
- 2014 : What It Is to Burn X Live

### EP
- 2001 : Falling Into Place
- 2008 : Finch
- 2010 : Epilogue

### Singles
| Année | Titre                     | Meilleure position                     | Meilleure position                         | Meilleure position  | Album                 |
| ----- | ------------------------- | -------------------------------------- | ------------------------------------------ | ------------------- | --------------------- |
| Année | Titre                     | US Modern Rock Tracks[réf. nécessaire] | US Mainstream Rock Tracks[réf. nécessaire] | UK[réf. nécessaire] | Album                 |
| 2002  | Letters to You            | -                                      | -                                          | #39                 | What It Is to Burn    |
| 2003  | What It Is to Burn        | #15                                    | #35                                        | -                   | What It Is to Burn    |
| 2004  | Worms of the Earth        | -                                      | -                                          | -                   | Underworld Soundtrack |
| 2005  | Bitemarks and Bloodstains | #18                                    | #13                                        | #82                 | Say Hello to Sunshine |
| 2008  | Famine or Disease         | -                                      | -                                          | -                   | Finch                 |